# スピアフィッシュ (サーゴ級潜水艦)
スピアフィッシュ (USS Spearfish, SS-190) は、アメリカ海軍の潜水艦。サーゴ級潜水艦の一隻。艦名は全長2メートルとカジキ最小種で吻も短いフウライカジキ属4種の総称に因んで命名された。

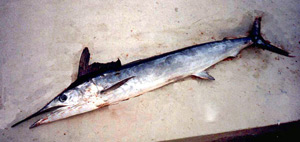
チチュウカイカジキ（Mediterranean spearfish）

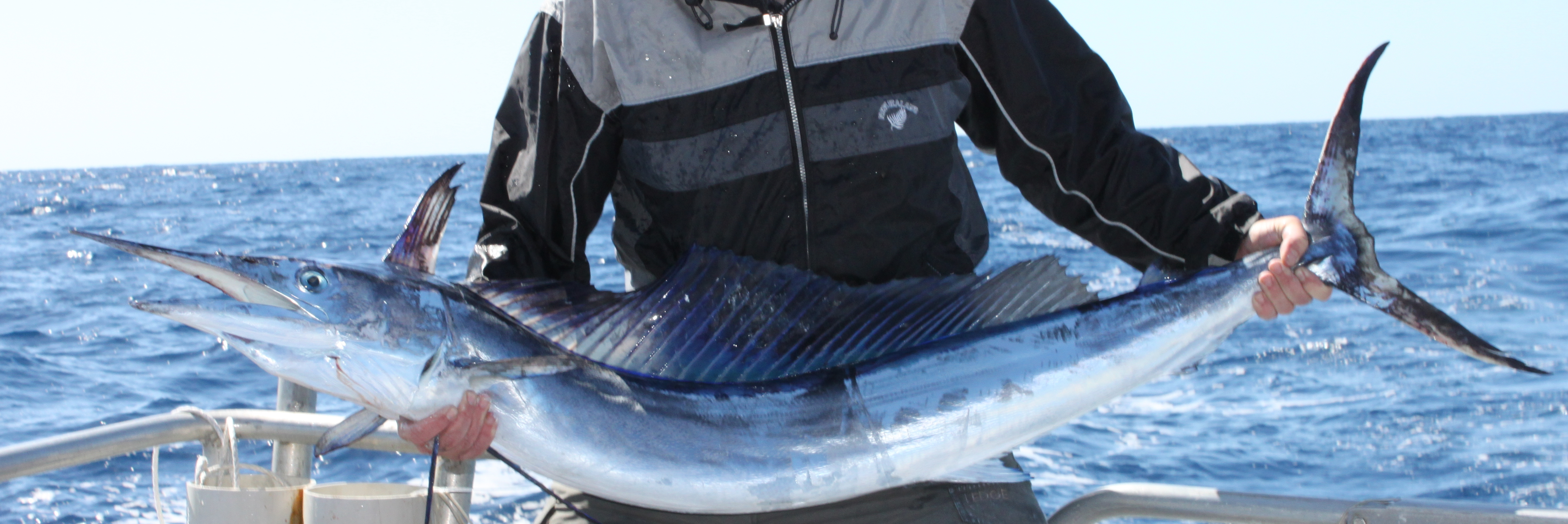
フウライカジキ（Shortbill spearfish）

## 艦歴
スピアフィッシュは1937年9月9日にコネチカット州グロトンのエレクトリック・ボート社で起工した。1938年10月29日にローレンス・Y・スピア夫人によって命名、進水し、1939年7月17日に艦長C・E・トールマン・ジュニア少佐の指揮下就役する。
スピアフィッシュはニューロンドン沖で海上公試を行い、続いて8月21日から10月3日までグアンタナモ湾海域での整調巡航を行った。その後11月1日から1940年2月2日までメイン州キタリーのポーツマス海軍造船所でオーバーホールが行われた。スピアフィッシュは2月10日に西海岸に向けて出航した。3月6日から4月1日までサンディエゴ訓練海域で訓練を行った後、スピアフィッシュは真珠湾へ向かった。
スピアフィッシュはハワイと西海岸の間での作戦活動を続け、1941年10月23日に真珠湾を出航、マニラに向かった。マニラでは11月8日から訓練活動を開始した。

### 第1、第2の哨戒 1941年12月 - 1942年3月
12月8日、日本軍による真珠湾攻撃が行われた。スピアフィッシュは艦長ローランド・F・プライス少佐（アナポリス1927年組）の指揮下、最初の哨戒で南シナ海およびインドシナ半島方面に向かった。スピアフィッシュは仏領インドシナのサイゴン、カムラン湾、ボルネオ島のタラカンおよびバリクパパン方面を哨戒した。12月20日、スピアフィッシュは日本軍の潜水艦と遭遇して水中で攻撃を行い、4本の魚雷を発射したが、全弾が外れた。1942年1月24日、日本軍がバリクパパンに上陸し、スピアフィッシュは輸送船団の迎撃を命じられたが、戦果はなかった。1月29日、スピアフィッシュは51日間の行動を終えてジャワ島スラバヤに帰投した。
2月7日、スピアフィッシュは2回目の哨戒でジャワ海およびフローレス海に向かった。2月25日、スピアフィッシュは南緯06度14分 東経118度38分 / 南緯6.233度 東経118.633度の地点で、2隻の愛宕型重巡洋艦を含む艦隊に対して雷撃を行ったものの成功しなかった。3月2日、スピアフィッシュはジャワ島チラチャップに寄港。艦長がジェームズ・C・デンプシー少佐（アナポリス1931年組）に代わったスピアフィッシュは、アジア艦隊潜水部隊司令部のスタッフ12名を乗艦させると、彼らをオーストラリアへ送り届ける任務に就いた。3月5日、スピアフィッシュは27日間の行動を終えてフリーマントルに帰投した。

### 第3、第4、第5、第6の哨戒 1942年3月 - 1943年1月
3月27日、スピアフィッシュは3回目の哨戒でコレヒドール島、スールー海およびリンガエン湾に向かった。4月17日、スピアフィッシュは北緯10度53分 東経121度35分 / 北緯10.883度 東経121.583度の地点で約4,000トンの貨物船の撃沈を報告。4月25日には北緯16度56分 東経120度11分 / 北緯16.933度 東経120.183度の地点で陸軍輸送船鳥羽丸（日本郵船、6,995トン）を発見し、発射した2本の魚雷のうち1本が命中。被雷した鳥羽丸は沈没を避けるため、軽巡洋艦木曾に曳航されてサンフェルナンド近郊の海岸に擱座し、1ヵ月後に浮揚して修理のため基隆港まで曳航されたものの、損傷の度合いが大きいため基隆港で長く係留されることとなった。5月3日夜、スピアフィッシュはマニラ湾に入り、コレヒドール島からフリーマントルへ撤退する27名を乗艦させ、その中には海軍看護章および勲功章を受章したアン・A・バーナティタスも含まれた。スピアフィッシュは包囲された要塞が降伏する前に入港した最後のアメリカ軍潜水艦となった。5月20日、スピアフィッシュは54日間の行動を終えてフリーマントルに帰投した。
6月26日、スピアフィッシュは4回目の哨戒で南シナ海に向かった。7月26日、スピアフィッシュは北緯11度38分 東経109度32分 / 北緯11.633度 東経109.533度の地点で5,300トン級貨物船に対して二度にわたり攻撃を行う。続く7月27日には北緯11度28分 東経111度52分 / 北緯11.467度 東経111.867度のインドシナ半島沖で特設潜水母艦りおでじゃねろ丸（大阪商船、9,627トン）を発見。左舷艦首に魚雷1本を命中させて撃破した。8月17日、スピアフィッシュは52日間の行動を終えてフリーマントルに帰投した。
9月8日、スピアフィッシュは5回目の哨戒でルソン島方面に向かった。ロンボク海峡、マカッサル海峡を抜けてスールー海に入り、ルソン島西部の哨戒海域に到着した。この哨戒では9月24日と10月9日、10月24日に攻撃を行い、「3,000トン級敷設艦を撃沈して7,000トン級貨物船を撃破した」ことが報告された。哨戒終了後、スピアフィッシュはブリスベンに向かうよう指示された。11月11日、スピアフィッシュは64日間の行動を終えてブリスベンに帰投した。
12月2日、スピアフィッシュは6回目の哨戒でビスマルク諸島方面に向かった。スピアフィッシュはトラック諸島とラバウル、カビエン間の交通路を哨戒。しかし、多数の接触は得たものの距離が遠かったりして、ほとんど攻撃できなかった。1943年1月13日に哨戒海域を後にして真珠湾に向かったが、1月19日、スピアフィッシュは北緯04度44分 東経175度28分 / 北緯4.733度 東経175.467度のマキン近海を潜航中、水上偵察機の爆撃を受け、60キロ対潜爆弾2発を投下。直撃は免れたものの、主電動機とトイレが損傷した。その一方、以前から収まり具合が良くなかった排気管の弁が、爆撃の振動で正しい位置に収まった。1月25日、スピアフィッシュは55日間の行動を終えて真珠湾に帰投。スピアフィッシュはオアフ島からメア・アイランド海軍造船所に向かい、2月3日から5月13日まで広範囲オーバーホールが行われた。オーバーホール中に、艦長がジョージ・A・シャープ少佐（アナポリス1929年組）に代わった。作業が終わると、スピアフィッシュは5月26日に真珠湾へ戻った。

### 第7、第8、第9の哨戒 1943年5月 - 12月
5月26日、スピアフィッシュは7回目の哨戒でトラック諸島方面に向かった。7月12日、スピアフィッシュはエニウェトク環礁近海で駆逐艦江風と交戦し、発射した3本の魚雷が命中しなかったにもかかわらず、江風は損傷を報じた。この哨戒では他にエニウェトク環礁の写真偵察を行い、続いて南鳥島の付近を哨戒した。江風との交戦以外の攻撃は、6月20日には空母に対して、6月28日には貨物船に対してそれぞれ魚雷を発射したものの、どちらの攻撃も成功しなかった。8月1日、スピアフィッシュは57日間の行動を終えてミッドウェー島に帰投。艦長がジョゼフ・W・ウィリアムズ・ジュニア少佐（アナポリス1933年組）に代わった。
8月25日、スピアフィッシュは8回目の哨戒で日本近海に向かった。スピアフィッシュは豊後水道南方で輸送航路を探索した。9月10日から11日にかけての夜、スピアフィッシュは北緯30度56分 東経132度47分 / 北緯30.933度 東経132.783度の地点で、パラオに向かう8隻の貨物船と護衛の駆逐艦春風および特設掃海艇第六玉丸（西大洋漁業、275トン）から成るオ008船団を発見。スピアフィッシュは4隻の輸送船に魚雷を発射し、陸軍輸送船津山丸（日本郵船、6,962トン）を撃破した。その後1日中爆雷攻撃を受けたものの、結局護衛艦の攻撃を回避した。9月17日から18日にかけての夜にも、スピアフィッシュは北緯29度08分 東経134度29分 / 北緯29.133度 東経134.483度の地点で、7隻の輸送船および護衛艦から成るオ608船団に対して攻撃を行い、護衛の水雷艇鷺に魚雷2本を命中させたと判断されたが不発だった。また、他に2隻を撃沈したとされた。10月12日、スピアフィッシュは47日間の行動を終えて真珠湾に帰投した。
11月7日、スピアフィッシュは9回目の哨戒でマーシャル諸島方面に向かった。スピアフィッシュはガルヴァニック作戦に協力し、11月18日から12月13日までの間、上陸侵攻に備えてジャルート環礁、ウォッジェ環礁およびクェゼリン環礁に対する写真偵察を行った。また、12月5日および6日にはクェゼリン環礁とウォッジェ環礁に対する空襲部隊支援（マーシャル諸島沖航空戦）のための救助艦任務を行った。12月19日、スピアフィッシュは41日間の行動を終えて真珠湾に帰投した。

### 第10、第11、第12の哨戒 1944年1月 - 1945年1月
1944年1月17日、スピアフィッシュは10回目の哨戒で台湾、ルソン海峡方面に向かった。1月30日、スピアフィッシュは北緯21度12分 東経149度28分 / 北緯21.200度 東経149.467度の地点で2隻の商船および3隻の護衛艦から成る船団を発見し、2度の雷撃を行って特設運送船玉島丸（飯野海運、3,560トン）を撃沈し、他に護衛艦1隻にも打撃を与えたと判断された。2月10日夜には高雄港外で4隻の輸送船とその護衛艦から成る輸送船団に対して浮上攻撃を行い、特設運送船辰和丸（辰馬汽船、6,345トン）を撃破、別の輸送船を撃沈したと判断された。翌日にも高雄港外で11隻の船団に攻撃を行い、貨物船に損傷を与えたと判断された。2月12日、スピアフィッシュは北緯20度25分 東経117度55分 / 北緯20.417度 東経117.917度の東沙諸島近海でまたもや輸送船団を発見。攻撃により貨物船1隻を撃破したと判断されたが、攻撃を受けた貨客船六甲丸（東亜海運、3,038トン）は魚雷を発見して回避し、護衛の水雷艇初雁が爆雷攻撃を行った。2月29日、スピアフィッシュは43日間の行動を終えて真珠湾に帰投した。
3月31日、スピアフィッシュは11回目の哨戒で東シナ海および南西諸島方面に向かった。5月5日、スピアフィッシュは北緯33度18分 東経127度11分 / 北緯33.300度 東経127.183度の男女群島近海でタモ18船団を発見。追跡を開始し、翌6日未明に攻撃。船団中の護衛艦が制圧に向かったが、その直後に輸送船豊浦丸（日本郵船、2,510トン）が雷撃を受けた。最初に発見した魚雷は回避したが、続く2本の魚雷が命中し沈没。続く攻撃で給糧艦間宮を撃破した。5月27日、スピアフィッシュは58日間の行動を終えて真珠湾に帰投。続いて本国西海岸で広範囲オーバーホールを受ける。6月6日から10月3日までメア・アイランド海軍造船所で作業を受けた後、10月10日に真珠湾に戻り1ヵ月間の訓練演習を行った。艦長がサイウス・C・コール少佐（アナポリス1935年組）に代わった。

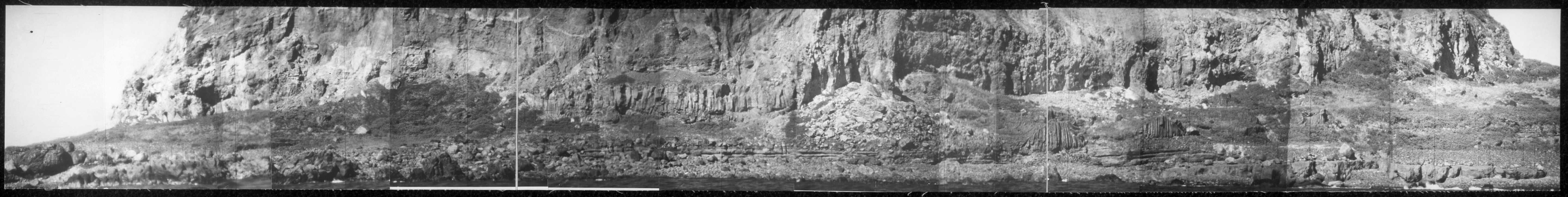
1944年11月28日および12月2日にスピアフィッシュが偵察で撮影した硫黄島沿岸部

11月12日、スピアフィッシュは12回目の哨戒で日本近海に向かった。哨戒の前半、スピアフィッシュは硫黄島および南鳥島に対する写真偵察調査を行い、後半は南方諸島海域で救助艦任務および攻撃哨戒を行った。11月28日、スピアフィッシュは硫黄島近海で、上空を飛行中のB-24を誤って攻撃した。12月19日には墜落したB-29のクルー7名を救助した。1945年1月11日、スピアフィッシュは北緯23度47分 東経139度49分 / 北緯23.783度 東経139.817度の地点で、漂流中の渡し船嵩山丸を発見した。嵩山丸は22総トンのエンジン付き木造渡し船で、1944年12月1日、志布志湾内を内之浦港へ航海中にエンジンが故障して、太平洋上へ流されていた。2時間の短行程の予定であったが、不幸中の幸いにも正月用の特配物資を運搬中だったため、多少は食糧が積まれていた。乗客22人と船員4人が乗船していたうち、2人が衰弱死し、12月29日にアメリカ軍飛行艇の機銃掃射で14人が死亡したため、遭遇当時の生存者は10人となっていた。1月11日にアメリカ軍哨戒機が再び同船を発見し、生存者がいるらしいとスピアフィッシュに連絡した。嵩山丸を発見したスピアフィッシュは無人船と判断して攻撃したが、途中で生存者に気付いた。スピアフィッシュは救助を始めたが、聴音により日本の対潜艦艇が接近していると誤認し、3人を捕虜として収容した時点で救助を打ち切り、嵩山丸を艦砲により撃沈した。収容した3人のうち1人は、数日後に自殺を図って重傷を負ったため、モルヒネ注射で安楽死させた。1月24日、スピアフィッシュは64日間の行動を終えて真珠湾に帰投。これがスピアフィッシュの最後の哨戒となった。

### 訓練艦・戦後
スピアフィッシュはその後、8月18日まで訓練艦として使用された後、8月19日に西海岸に向けて出航、8月27日にメア・アイランドに到着した。9月7日に検査局はスピアフィッシュの早期の退役と廃棄を勧告した。スピアフィッシュは爆破試験に使用されるため不活性化の上保管されることが決定したが、その爆破試験は取り消された。スピアフィッシュは1946年6月22日にメア・アイランドで退役し、1946年7月19日に除籍、その後カリフォルニア州オークランドのラーナー社にスクラップとして売却され、1947年10月に廃棄された。 
スピアフィッシュは第二次世界大戦の戦功で10個の従軍星章を受章した。